# Mombasiglio
Mombasiglio (piemontesisch Mombasili) ist eine Gemeinde in der italienischen Provinz Cuneo (CN), Region Piemont.

## Lage und Einwohner
Mombasiglio liegt 54 Straßenkilometer östlich von der Provinzhauptstadt Cuneo entfernt an der Mongia. Das Gemeindegebiet umfasst eine Fläche von 17,35 km² und hat 587 Einwohner (Stand 31. Dezember 2023).
Die Nachbargemeinden sind Ceva, Lesegno, Monasterolo Casotto, San Michele Mondovì und Scagnello.

## Geschichte

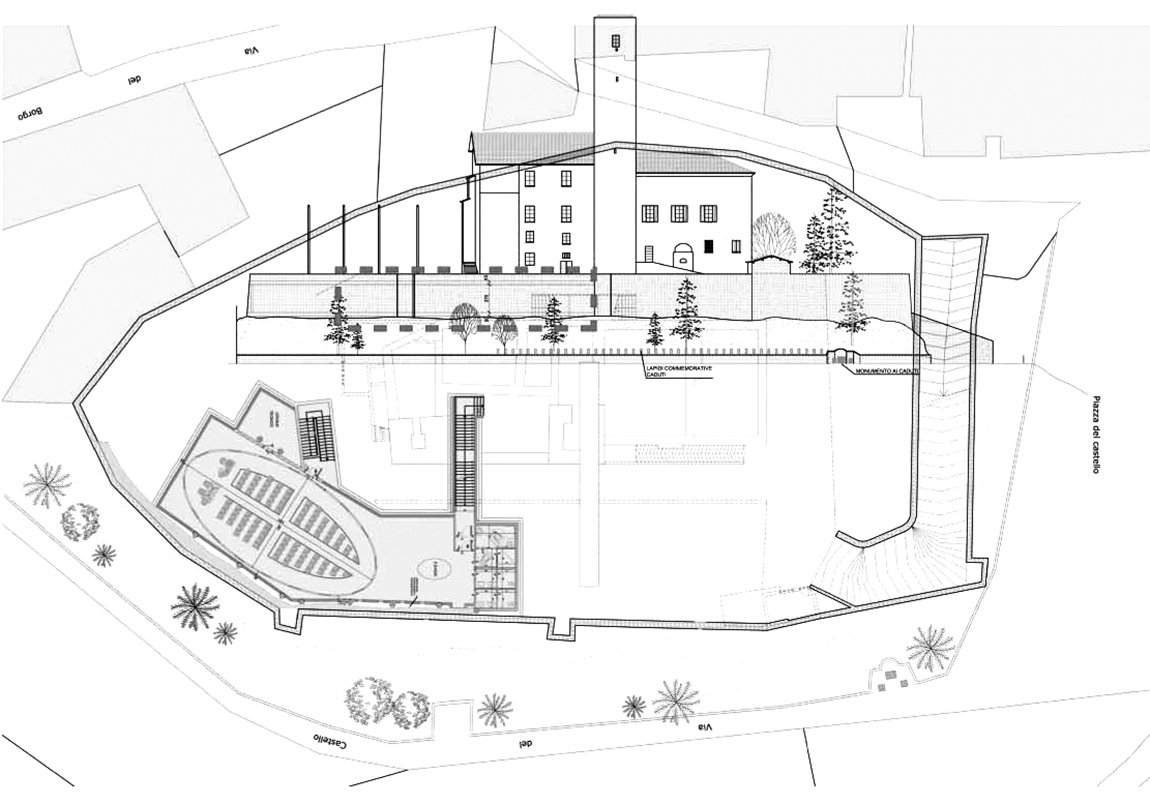
Burganlage

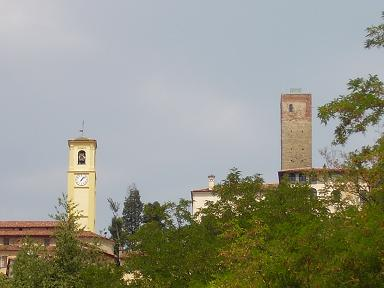
Kirchturm und Turm der Burg

Der Ortsname erscheint in mittelalterlichen Dokumenten als „Mons Basilium“ und wird später als „Mons Baxilius“ fortgeführt. Im 13. und 14. Jahrhundert wurde es als „Sancti Andree de Montebaxilio“ zu den Besitztümern der Abtei San Dalmazzo di Pedona gezählt und in den Statuten von Mombasiglio von 1331 als Treffpunkt aller Oberhäupter der Familie erwähnt.
Der Ursprung der Siedlung ist sehr alt. Dies wird durch die zahlreichen Funde von Feuerstein und neolithischen Artefakten im nahegelegenen Tanarotal bestätigt, die belegen, dass das Gebiet von Bevölkerungsgruppen bewohnt wurde, die enge Beziehungen zu den Liguriern unterhielten. Im 2. Jahrhundert wurde es von den Römern besetzt. Mit der Ausbreitung des Christentums, die bis ins 5.–6. Jahrhundert zurückreicht, wurde es Teil der Diözese und des Komitees von Alba.
Ab dem 10. Jahrhundert war seine gesamte Geschichte eng mit dem Markgrafenamt von Ceva verbunden, das wiederum integraler Bestandteil der Herrschaft des Hauses Savoyen wurde (1531). Es folgte den wirtschaftlichen und politischen Ereignissen der letzteren, bis es in der napoleonischen Ära mit der Neuordnung der piemontesischen Diözesen und der Gründung der Diözese Cuneo nicht mehr Teil der Diözese Alba war und an die Diözese Mondovì überging. Mit dem Sturz Napoleons im Jahr 1814 ging Mombasiglio wieder in den Besitz des Hauses Savoyen über und gelangte unter die Herrschaft der Familie Vianson Ponte, gefolgt von der Familie Belladen.

## Sehenswürdigkeiten
- Die Burg ist eine bemerkenswerte Verteidigungsanlage, von der nur noch ein höherer quadratischer Steinturm und ein niedrigerer, in den Gebäudekörper integrierter Turm erhalten ist. Im 17. Jahrhundert restauriert und renoviert, sieht es heute wie ein großes Herrenhaus mit rechteckigem Grundriss aus.
- Die Pfarrkirche San Nicolao aus dem 16. Jahrhundert mit drei Schiffen und einem Pronaos davor.
- Die Wallfahrtskapelle der Beata Vergine del Soccorso, erbaut 1651, mit einem einzigen Kirchenschiff und einem Portikus davor.
- Die 1632 erbaute Kirche San Luigi und San Ludovico
- Die Kapelle San Sebastiano, in deren Inneren sich die Reliquien der beiden Heiligen befinden.
- Cappella della Beata Vergine Immacolata di Lourdes (Kapelle der Unbefleckten Jungfrau von Lourdes) erbaut 1916. Der Innenraum ist in einen Felsen gehauen und es gibt zwei kleine Skulpturen der Madonna, einen Altar und verschiedene kleine Gemälde.